# Vlag van Coquimbo

Vlag van Coquimbo

Voormalige regionale vlag
(1975-2013)

De vlag van Coquimbo is een van de regionale symbolen van de Chileense regio Coquimbo. De vlag werd in november 2013 goedgekeurd door de regionale raad van Coquimbo, geïnspireerd op het officiële logo van de regionale overheid - dat in 1999 werd ingesteld toen het handboek met grafische normen van de regionale overheid werd goedgekeurd - en dat de conceptuele systematisering van het bedrijfsimago van de instantie weerspiegelde. Op 26 september 2010, tijdens zijn 490e gewone zitting, keurde de regionale raad overeenkomst 4715 goed, waarin de grafische normen werden geregeld en de regionale vlag werd ingesteld. Deze vlag werd voor het eerst gepresenteerd op 27 december van hetzelfde jaar.
Het is een blauwe vlag met een witte ster in de linkerbenedenhoek. Bovenaan, in het midden, een gele zon en een lichtblauwe lucht. Rechtsboven een groene aarde met donkergroene strepen.
Het bestaat uit een ontwerp dat de belangrijkste ansichtkaarten van het gebied vertegenwoordigt: de blauwe lucht en de witte ster, die de astronomische sterrenwacht symboliseren; het geel en lichtblauw die de daglucht en het plaatselijke klimaat vertegenwoordigen; en de banden van groene tinten die de landbouw- en pisqueproductie symboliseren. Dit symbool komt overeen met het logo van de regionale regering van Coquimbo, ontwikkeld door het bedrijf Conceptos Asociados Ltda., dat officieel is gemaakt bij resolutie 729 van 10 mei 2000.
Tot december 2013 bestond de onofficiële regionale vlag uit een blauw doek met in het midden het wapen van de regio Coquimbo.